# Multisession-CD
Als Multisession-CD/DVD bezeichnet man eine CD bzw. DVD, die in mehreren Sitzungen (engl. session) gebrannt wurde. Pro Medium sind maximal 99 Sitzungen möglich.
Da die Verwaltung der Sitzungen zusätzliche Verwaltungsdaten erfordert, fasst eine Multisession-CD/DVD effektiv weniger Daten als eine Singlesession, also eine in einem Durchgang gebrannte, CD/DVD. Für die erste Sitzung einer Multisession-CD/DVD fallen etwa 23 bis 24 MB Verwaltungsdaten, für jede weitere Sitzung etwa 14 bis 15 MB an.
Multisession-CDs werden vor allem zur Datensicherung und zur Erstinstallation von PCs verwendet, da man bei einer solchen CD immer wieder Daten hinzufügen und/oder ändern kann. Im Gegensatz zu einer CD/DVD-RW jedoch ist nach einer Aktualisierung der Platz auf der CD nicht wieder frei und lässt sich auch nicht wiederherstellen. Die Eintragungen werden lediglich aus dem ISO 9660-Dateisystem der CD gelöscht. Einige Programme ermöglichen das Behandeln einer Multisession-CD ähnlich dem Beschreiben einer Festplatte, man kann Daten hinzufügen und löschen, jedoch bleibt der einmal beschriebene Speicherplatz auch nach Löschvorgängen belegt und kann nicht neu verwendet werden.

## Kompatibilität
Multisession-CDs eignen sich in der Regel nicht zur Verwendung in älteren „Stand-Alone“-CD- und DVD-Playern, da diese Geräte meist nur die erste Sitzung lesen können. Neuere „Stand-Alone“-CD- und DVD-Player sowie PC-CD- und -DVD-Laufwerke können diese Datenträger in aller Regel problemlos abspielen.

## Risiko
Wenn man in mehreren Sitzungen eine CD-R oder DVD beschreibt, besteht die Gefahr, dass der komplette Datenträger nicht mehr, oder nur durch manuelles Mounten einer älteren Sitzung lesbar ist.

## DVD
Bei DVDs spricht man auch von Multiborder anstatt Multisession.